# Grozești (Mehedinți)
Grozești es una comuna ubicada en el distrito de Mehedinți, Rumania.

## Superficie
Cuenta con una superficie de 42,95 kilómetros cuadrados.

## Demografía
Hasta 2021 la población era de 1879 habitantes, con una densidad de población de 43,75 habitantes por kilómetro cuadrado.
| Gráfica de evolución demográfica de Grozești entre 1992 y 2021                       |
|                                                                                      |
| Datos según City Population y Population statistics of Eastern Europe & former USSR. |